# NGC 2276
NGC 2276 je galaksija u zviježđu Kefeju.

## Vanjske poveznice
- SEDS: NGC 2276